# Fontana Clementina
Fontana Clementina är en fontän i hörnet av Via del Clementino och Via di Ripetta i Rione Campo Marzio i Rom. Fontänen, som är belägen vid Palazzo Borghese, består av ett brunnskar och en utloppstapp, ur vilken vattnet porlar. Fontänen, som förses med vatten från Acqua Vergine, beställdes av påve Gregorius XIII (1572–1585), men skulptören är okänd.

### Webbkällor
- ”Fontana sul Palazzetto Borghese a Via del Clementino” (på italienska). Roma Segreta. Arkiverad från originalet den 28 augusti 2021. https://archive.md/BPH8c. Läst 28 augusti 2021.
- ”Via del Clementino” (på italienska). Roma Segreta. Arkiverad från originalet den 28 augusti 2021. https://archive.ph/BwY3Q. Läst 28 augusti 2021.
- ”Fontana Clementina” (på italienska). Roma Città Eterna. Arkiverad från originalet den 28 augusti 2021. https://archive.md/keWJ2. Läst 28 augusti 2021.